# カーン・ヘスケス
カーン・ヘスケス（Karne Hesketh、1985年8月1日 - ）は、ジャパンラグビーリーグワンのルリーロ福岡に所属するラグビーユニオン選手。

## プロフィール
- 父はマオリの血を引いている[1]。
- 妻はNZ女子代表のウィングとして活躍し、ワールドカップ2010でトライ王に輝いたカーラ・ホヘパ。

## 略歴
ネイピア・ボーイズ高校、オタゴ大学を経て、2010年に福岡サニックスブルースに加入。同年9月4日に行われたジャパンラグビートップリーグ第1節のコカ･コーラウエストレッドスパークス戦で途中出場ながら日本での公式戦初出場を果たす。
2014年11月13日にブカレストにて行われたリポビタンDツアー2014ルーマニア戦に出場、日本代表初キャップを獲得した。
2015年、ラグビーワールドカップ2015の日本代表に選ばれる。本大会初戦の対南アフリカ共和国戦では後半から途中出場し、試合終了間際、34-32と逆転で試合を勝利に導いたトライを決めている。
2022年、現役を引退して小学生のコーチに就任。
2023年9月、現役復帰し、ジャパンラグビーリーグワンに新規参入したルリーロ福岡に加入。
2025年5月4日、来日16年目の39歳で、DIVISION3第14節のマツダスカイアクティブズ広島戦ホームゲームにおいて、ジャパンラグビートップリーグ85試合、リーグワン15試合に出場し、通算100キャップを達成。

## エピソード
- 来日した頃は3年住んだら日本代表選手としての資格を得られることも知らなかった」と述べている[13]。
- 2015年W杯の南アフリカ戦で決勝トライを決めた後は、皆から祝福されたのでトライ後こんなに疲れたのは初めてだと語っている[14]。
- 2025年のリーグ通算100キャップ獲得時、思い出深い試合として、来日後初の試合「福岡サニックスブルース対コカ･コーラウエストレッドスパークス」を挙げている[15]。